# Vilosnes-Haraumont
Vilosnes-Haraumont è un comune francese di 200 abitanti situato nel dipartimento della Mosa nella regione del Grand Est.

## Società

### Evoluzione demografica
Abitanti censiti